# 大東丑石テレビ中継局
大東丑石テレビ中継局（だいとううしいしテレビちゅうけいきょく）は、岩手県一関市の旧大東町域に置かれているテレビ中継局。

## 中継局概要

### デジタルテレビ放送
| リモコン 番号 | 放送局名               | チャンネル 番号 | 空中線 電力 | ERP  | 偏波面   | 放送対象地域 | 放送区域 内世帯数 | 運用開始日     |
| ------------- | ---------------------- | --------------- | ----------- | ---- | -------- | ------------ | ----------------- | -------------- |
| 1             | NHK 盛岡総合           | 37              | 10mW        | 50mW | 水平偏波 | 岩手県       | 約100世帯         | 2010年 3月31日 |
| 2             | NHK 盛岡教育           | 38              | 10mW        | 50mW | 水平偏波 | 全国         | 約100世帯         | 2010年 3月31日 |
| 4             | TVI テレビ岩手         | 46              | 10mW        | 50mW | 水平偏波 | 岩手県       | 約100世帯         | 2010年 3月31日 |
| 5             | IAT 岩手朝日テレビ     | 36              | 10mW        | 50mW | 水平偏波 | 岩手県       | 約100世帯         | 2010年 3月31日 |
| 6             | IBC 岩手放送           | 39              | 10mW        | 50mW | 水平偏波 | 岩手県       | 約100世帯         | 2010年 3月31日 |
| 8             | mit 岩手めんこいテレビ | 48              | 10mW        | 50mW | 水平偏波 | 岩手県       | 約100世帯         | 2010年 3月31日 |

- 所在地： 一関市大東町鳥海字西丑石[2]
- 放送区域： 一関市の一部[2]（旧・大東町域）
- 2009年11月25日に予備免許が交付され[3][4]、2010年2月下旬に試験電波を発射。3月29日に予備免許が交付され[1]、3月31日に本放送を開始した[1]。なお、IATはデジタル新局として開設された。

### アナログテレビ放送
| チャンネル 番号 | 放送局名               | 空中線 電力         | ERP                  | 偏波面   | 放送対象地域 | 放送区域 内世帯数 | 運用開始日      |
| --------------- | ---------------------- | ------------------- | -------------------- | -------- | ------------ | ----------------- | --------------- |
| 54              | mit 岩手めんこいテレビ | 映像100mW/ 音声25mW | 映像650mW/ 音声160mW | 水平偏波 | 岩手県       | 70世帯            | 1996年 12月20日 |
| 56              | TVI テレビ岩手         | 映像100mW/ 音声25mW | 映像650mW/ 音声160mW | 水平偏波 | 岩手県       | 70世帯            | 1979年 12月26日 |
| 58              | IBC 岩手放送           | 映像100mW/ 音声25mW | 映像650mW/ 音声160mW | 水平偏波 | 岩手県       | 70世帯            | 1979年 12月26日 |
| 60              | NHK 盛岡総合           | 映像100mW/ 音声25mW | 映像650mW/ 音声160mW | 水平偏波 | 岩手県       | 71世帯            | 1979年 12月26日 |
| 62              | NHK 盛岡教育           | 映像100mW/ 音声25mW | 映像650mW/ 音声160mW | 水平偏波 | 全国         | 71世帯            | 1979年 12月26日 |

- 所在地： デジタルテレビ放送に同じ
- 2011年7月24日をもってすべて廃止される予定だったが、3月11日に発生した東日本大震災の影響により、2012年3月31日に延期された。なお、IATにはチャンネルが割り当てられていなかった。